# IEEE 802.15.4a
IEEE 802.15.4a(공식적으로는 IEEE 802.15.4a-2007)는 부가적인 물리계층(PHYs)을 원래의 표준에 추가하는 IEEE 802.15.4의 수정판이다. IEEE 802.15.4-2011로 합병 및 대체되었다.

## 개요
IEEE 802.15.4-2006는 직접 시퀀스 확산 스펙트럼 (DSSS)에 사용되는 세 가지 PHY와, 병렬 시퀀스 확산 스펙트럼 (PSSS) 한 가지 PHY, 총 네 가지 PHY를 상술한다. IEEE 802.15.4a는 초광대역 (UWB)과 첩 확산 스펙트럼 (CSS)를 사용하는 다른 두 가지 PHY를 상술한다. UWB PHY는 ~1GHz, 3~5GHz, 6~10GHz의 세 가지 대역의 주파수를 지정받았다. CSS PHY는 2450MHz ISM 대역을 지정받았다.

## 같이 보기
- 직비
- 초광대역
- DASH7
- IEEE 802.11
- IEEE 802.15.4
- IEEE 802.16
- IEEE 802.20
- IEEE 802.22